# Вишнёвка (селище)
Аршалы Вишнёвка — поселение эпохи палеолита, в верхнем течении реки Ишим, в 60 км к юго-востоку от города Астана. Впервые исследовано В. C. Волошиным. При раскопках найдены около 950 предметов материальной культуры: бифасы, скребницы, ножи и приспособления для обработки дерева и др. Большой интерес представляют одно-двухгранные нуклеусы, похожие на черепаху, каменные разрезы и ракушечники, сходные с индустрией Леваллуа. Относится к ашельской культуре.